# Miriam Walfridsson
Miriam Walfridsson (Varmland; 11 de abril de 1986) es una copiloto de rally sueca. Walfridsson y su actual piloto y compatriota, Ramona Karlsson, son las primeras mujeres de su país en participar en el Campeonato Mundial de Rally, por su participación en el Rally de Suecia de 2008.

## Trayectoria
Walfridsson comenzó a competir a la edad de 13 años como navegante de su padre, Arne. Con 15 obtuvo su licencia para competir en la disciplina de folkrace como piloto y con 16 su licencia de navegante. En 2007 comenzó a competir con Ramona Karlsson, con quien es considerada la pareja femenil más rápida de su país.
En 2009 participó en el campeonato noruego con Kenneth Johnsrod a bordo de un Subaru Impreza N14. En la misma temporada participó también en diferentes pruebas de rally en Suecia y en el rally histórico Historic Vltava Rallye Klatovy, en la República Checa. En 2012 participó en el Campeonato Mundial de Rally de Automóviles de Producción junto a Karlsson.
En la temporada 2013, Walfridsson participará en el Campeonato Sueco de Rally a bordo de un Skoda Fabia WRC.